# 全A面
『全A面』（ぜんエーめん）は、2018年7月4日にStudio Cubic Recordsから発売された、日本のロックバンド・Non Stop Rabbitの1作目のフルアルバム。

## 概要
Non Stop Rabbit初のフルアルバムである。シングル曲の「夏の終わり」「私面想歌」と配信リリースされていた「いけないんだ、いけないんだ」を含む全11曲を収録。アルバムタイトルは、自身の楽曲をライブハウスで演奏した際に、レコード会社関係者に「B面曲だ」と言われたことに対する反骨精神が由来となっている。

## ミュージック・ビデオ
PLOW NOW
監督：田口達也
ライブ映像が使用されている。音源は編曲前のもの。 2018年3月8日に「私面想歌」「夏の終わり」「これだけ」と共に現在のYouTubeチャンネルで公開された。
UNorder
監督：田口達也 / 製作：UNorder music entertainment
首都圏外郭放水路で撮影されている。2018年6月16日にYouTubeで公開された。
いけないんだ、いけないんだ
監督：田口達也
ライブ映像が使用されている。音源は編曲前のもの。2018年3月9日、「Refutation」と共に現在のYouTubeチャンネルで公開された。
夏の終わり
私面想歌
これだけ
監督：田口達也
Refutation
映像制作：田口達也
リリックビデオである。音源は編曲前のもの。

## 収録内容
| 全作曲: 田口達也、全編曲: 鈴木Daichi秀行。 |                                |                    |            |      |
| #                                          | タイトル                       | 作詞               | 作曲・編曲 | 時間 |
| 1.                                         | 「PLOW NOW」                   | 田口達也・矢野晴人 | 田口達也   | 3:51 |
| 2.                                         | 「UNorder」                    | 田口達也・矢野晴人 | 田口達也   | 4:34 |
| 3.                                         | 「いけないんだ、いけないんだ」 | Non Stop Rabbit    | 田口達也   | 3:41 |
| 4.                                         | 「夏の終わり」                 | 田口達也・矢野晴人 | 田口達也   | 4:11 |
| 5.                                         | 「私面想歌」                   | 田口達也・矢野晴人 | 田口達也   | 3:25 |
| 6.                                         | 「僕ら」                       | 田口達也           | 田口達也   | 4:15 |
| 7.                                         | 「SHION」                      | 田口達也・矢野晴人 | 田口達也   | 3:58 |
| 8.                                         | 「これだけ」                   | Non Stop Rabbit    | 田口達也   | 4:14 |
| 9.                                         | 「Refutation」                 | 田口達也           | 田口達也   | 4:04 |
| 10.                                        | 「クリア」                     | 矢野晴人           | 田口達也   | 3:40 |
| 11.                                        | 「1ミリ先の努力」              | 田口達也           | 田口達也   | 4:29 |
| 合計時間:                                  | 合計時間:                      | 合計時間:          | 44:22      |      |

## 楽曲解説
PLOW NOW
Non Stop Rabbit初のデモ音源「PLOW NOW!!!」を再アレンジした楽曲。
UNorder
個人事務所UNorder music entertainmentを立ち上げた際に、製作された曲。2017年6月16日のワンマンライブで初披露された。
いけないんだ、いけないんだ
かつては配信限定シングルとしてリリースされていた。
YouTubeとTwitterにて行われた童謡アレンジ選手権にて製作され、Twitterにて5.6万リツイート12.1万いいねを記録した。この事がきっかけとなり、次回作の「犬のおまわりさん」が製作された。
夏の終わり
1stシングル『夏の終わり/私面想歌』表題曲。
この楽曲について田口は、「男女が夏祭りに行き、そこでどう告白するかの一部始終を歌にした楽曲」だと述べている。
私面想歌
1stシングル『夏の終わり/私面想歌』表題曲。
ミュージック・ビデオ公開後は、シイナナルミのオリジナルYouTubeドラマ『優しい彼氏』の出演と同ドラマの挿入歌に「いけないんだ、いけないんだ」と共に起用されたこともあり、ミュージックビデオの再生回数は400万回再生を突破した。
僕ら
編曲前の音源が2017年3月11日のTwitterにて公開され、3月25日に柏PALOOZAにて行われたライブで、本楽曲が収録された会場限定CDが来場者特典として配布された。
SHION
田口の実体験からできた失恋ソング。
2017年頃から使用していた前のYouTubeチャンネルにかつてアルバムと同じ音源で田口達也が監督のミュージックビデオが公開されていた。
これだけ
本アルバムにおいて唯一メンバー全員で作詞を手掛けた楽曲。2番の歌詞の当てはめ方は太我の提案。
Refutation
自分たちのバンド名の由来でもあるウサギとカメの内容を自分たちに重ねて歌った楽曲。
YouTuberの三納物語とのコラボ動画で歌唱した影響もあり、2020年9月5日現在再生回数は251万回で本アルバムで2番目に多くミュージックビデオが再生された。
クリア
音源は1月30日に初公開され、2017年2月8日に行われたライブで初演奏された。
1ミリ先の努力
アルバムの為に製作された楽曲である。デモ音源の仮タイトルは「後ろ指」。タイトルは田口の友人の言葉から。

## テレビ出演
2019年3月8日にテレビ東京で放送された音流〜On Ryu〜で、アルバム収録曲の「いけないんだ、いけないんだ」を披露した。

## クレジット
Non Stop Rabbit
矢野晴人 (Vo & Ba) / 田口達也 (Gt & Cho) / 太我 (Dr)
レコーディング
Produced & Arranged by 鈴木Daichi秀行
Recorded & Mixed & Mastered by 鈴木Daichi秀行
Recorded & Mixed & Mastered at STUDIO CUBIC
アートワーク
Illustrated : 田口達也
Design : 田口達也
Photo : 菊島明梨
Hair & Make : 浦野陽介